# シーダークレストパーク
シーダークレストパーク（Cedar Crest Park、旧シーダークレストカントリークラブ）は米国南部テキサス州ダラスにあるパブリックゴルフ場。シーダークレストのダウンタウンの南にあり、A・W・ティリングハーストの設計で、ウォルター・ヘーゲンが優勝した1927年11月の第10回PGA選手権の開催地となった。この優勝はヘーゲンにとって4回連続かつ通算5回目、メジャー大会11回優勝のうち9回目に当たる。1926年1月にはダラスオープンの会場となり、マクドナルド・スミスが優勝している。
クラブは1916年に創設され、コースは1919年に開場した。ハリー・クーパーは若年期にこのコースでゴルフの腕を磨いた。クラブは所有者が変わり1929年に閉鎖され、1946年になってこれを市が買収した。1954年にはユナイテッドゴルフアソシエーションネグロナショナルオープンが、またその年の終わりにはUSGAパブリックリンクスが開催された。
2001年には200万ドルをかけて新しいクラブハウスが建てられ、2004年にはD・A・ウェイブリングによってコースの改修が行われた。
バックティーからの距離は6,532ヤード、パー70で、コースレートは73.2、スロープレートは131である。